# Wissarion Bielinski
Wissarion Grigorjewicz Bielinski, ros. Виссарион Григорьевич Белинский (ur. 11 czerwca 1811 w Sweaborgu, zm. 26 maja?/7 czerwca 1848 w Petersburgu) – rosyjski pisarz, filozof, krytyk literacki. Teoretyk kierunku rewolucyjnego demokratyzmu , okcydentalista.

## Życiorys
Pochodził z tzw. raznoczyńców (międzystanowej szlacheckiej inteligencji rosyjskiej), jego ojciec był zubożałym lekarzem. Wydalony z uniwersytetu za „brak zdolności”, w rzeczywistości za radykalizm. Od końca lat 30. XIX wieku poświęcił się pracy literackiej i publicystycznej. Był członkiem kółka Stankiewicza, w ramach którego po raz pierwszy w Rosji studiowana była filozofia Hegla. Etap po zapoznaniu się z filozofią Hegla, biografowie Bielińskiego nazywają okresem „rozumnej rzeczywistości”, kiedy bezkrytycznie traktował rosyjską rzeczywistość. Następnie jednak, na drodze interpretacji tej samej filozofii, doszedł do przekonania o konieczności rewolucji, dzięki której zapanuje „królestwo wolności”. Wierzył w szczególną rolę sztuki i powołanie artysty do głoszenia prawdy. Jego jednoznaczny system etyczny i pogląd w sprawie znaczenia sztuki uczynił z niego jeden z największych autorytetów w życiu umysłowym Rosji epoki Mikołaja I, przyczynił się również do uczynienia krytyki literackiej jedną z najważniejszych platform dyskusji o szerszej tematyce politycznej i społecznej. W tekstach literackich omawiano odtąd zagadnienia, których nie można było, za sprawą cenzury, poruszyć wprost.
Bielinski jako pierwszy w Rosji recenzował i komentował twórczość Puszkina, Lermontowa, Gogola oraz literackie debiuty Turgieniewa, Dostojewskiego i Niekrasowa. Każdy utwór omawiał w kontekście społecznym, filozoficznym i historycznym, w recenzjach zawierał wskazówki dla czytelników i autorów. Jego system oceniania dzieła, według kryteriów społecznych i politycznych, na trwałe wszedł do rosyjskiej krytyki literackiej.
Napisał m.in. tragedię Dymitr Kalinin (nawiązał w niej do Podróży z Petersburga do Moskwy Aleksandra Radiszczewa).
W 1849, po zaostrzeniu konserwatywnego kursu polityki carskiej po Wiośnie Ludów, na uniwersytetach zabroniono publicznego wymieniania nazwiska Bielinskiego.
Przeciwko poglądom Wissariona Bielinskiego na sztukę występował Aleksandr Drużynin.